# العلاقات البريطانية السنغافورية
العلاقات البريطانية السنغافورية هي العلاقات الثنائية التي تجمع بين المملكة المتحدة وسنغافورة.

## تاريخ
أنشأت بريطانيا لأول مرة مستوطنة في جزيرة سنغافورة في عام 1819 تحت قيادة السير توماس ستامفورد رافلز، واستولت على الجزيرة بأكملها في عام 1823.أصبحت رسميًا مستعمرة بريطانية في عام 1824، وظلت في أيدي البريطانيين (باستثناء خلال الاحتلال الياباني بين عامي 1941-1945) حتى عام 1963 عندما مُنحت الجزيرة استقلالها. شكلت سنغافورة جزءًا من ماليزيا بين عامي 1963 و1965. حافظت القوات المسلحة البريطانية على وجودها في سنغافورة، وذلك بناءً على طلب رئيس الوزراء المؤسس لي كوان يو لأسباب تتعلق بالاستقرار وللسماح بالانتقال التدريجي إلى الاستقلال والاعتماد على الذات. انسحب الجيش البريطاني بشكل تدريجي خلال ستينيات وسبعينيات القرن الماضي بعد انتهاء الطوارئ المالايوية وكونفرونتاس (المواجهة الإندونيسية الماليزية) مع تسليم البنية التحتية للقوات المسلحة السنغافورية الجديدة.
تعد اللغة الإنجليزية إحدى اللغات الرسمية الأربع في سنغافورة نتيجة للعلاقة التاريخية الطويلة.

## التبادل الأكاديمي
تُعد الروابط التعليمية بين سنغافورة والمملكة المتحدة قوية. درس أكثر من 3000 سنغافوري في المملكة المتحدة منذ عام 2011؛ وقدر المجلس البريطاني منح حوالي 80 ألف شهادة بريطانية سنويًا في سنغافورة من خلال برامج «التوأمة». يؤهل الطلاب السنغافوريين للحصول على منح دراسية مثل منحة الكومنولث وخطة الزمالة ومنحة تشيفنينغ الدراسية لمواصلة دراستهم في المملكة المتحدة نظرًا لعضوية سنغافورة في الكومنولث. توجد روابط فنية قوية أيضًا مع دعوة العديد من الفنانين والمنظمات البريطانية للأداء والحضور الراسخ لمجالس فحص الموسيقى البريطانية مثل المجلس المنتسب للمدارس الملكية الموسيقية.
يتمتع المجلس الثقافي البريطاني بحضور كبير يدرس حوالي 20 ألف مواطن سنغافوري وأجنبي اللغة الإنجليزية. تركز مشاريع المجلس الثقافي البريطاني الحالية على تدويل التعليم، وتطوير القادة الشباب لاتخاذ إجراءات ضد تغير المناخ وتبادل المعرفة والخبرة في الفنون والصناعات الإبداعية.

## البعثات الدبلوماسية المقيمة
تملك سنغافورة مفوضية عليا في لندن، وتملك المملكة المتحدة مفوضية عليا في سنغافورة.

## مقارنة بين البلدين
هذه مقارنة عامة ومرجعية للدولتين:
| وجه المقارنة                                              | المملكة المتحدة                 | سنغافورة                                                             |
| --------------------------------------------------------- | ------------------------------- | -------------------------------------------------------------------- |
| المساحة (كم2)                                             | 242.50 ألف                      | 719                                                                  |
| عدد السكان (نسمة)                                         | 66.02 مليون                     | 5.89 مليون                                                           |
| الكثافة السكانية (ن./كم²)                                 | 272.25                          | 819.19 ألف                                                           |
| العاصمة                                                   | لندن                            | سنغافورة                                                             |
| اللغة الرسمية                                             | لغة إنجليزية، اللغة الويلزية    | لغة إنجليزية، اللغة الملايو، اللغة الصينية القياسية، اللغة التاميلية |
| العملة                                                    | جنيه إسترليني                   | دولار سنغافوري                                                       |
| الناتج المحلي الإجمالي (بليون دولار)                      | 2.62 تريليون                    | 323.91 مليار                                                         |
| الناتج المحلي الإجمالي (تعادل القوة الشرائية) بليون دولار | 2.72 تريليون                    | 472.59 مليار                                                         |
| الناتج المحلي الإجمالي الاسمي للفرد دولار أمريكي          | 43.88 ألف                       | 52.89 ألف                                                            |
| الناتج المحلي الإجمالي للفرد دولار أمريكي                 | 40.23 ألف                       | 82.76 ألف                                                            |
| مؤشر التنمية البشرية                                      | 0.907                           | 0.925                                                                |
| رمز المكالمات الدولي                                      | +44                             | +65                                                                  |
| رمز الإنترنت                                              | .uk، .gb                        | .sg                                                                  |
| المنطقة الزمنية                                           | توقيت غرينيتش، توقيت غرب أوروبا | ت ع م+08:00، توقيت سنغافورة المنسق ‏                                  |

## مدن متوأمة
في ما يلي قائمة باتفاقيات التوأمة بين مدن بريطانية وسنغافورية:
- ترتبط جبل طارق مع سنغافورة باتفاقية توأمة.

## منظمات دولية مشتركة
يشترك البلدان في عضوية مجموعة من المنظمات الدولية، منها:
| علم المنظمة | اسم المنظمة                               | تاريخ انضمام المملكة المتحدة | تاريخ انضمام سنغافورة |
| ----------- | ----------------------------------------- | ---------------------------- | --------------------- |
|             | بنك التنمية الآسيوي                       | 1966                         | 1966                  |
|             | مؤسسة التنمية الدولية                     | 24 سبتمبر 1960               | 27 سبتمبر 2002        |
|             | يونسكو                                    | 4 نوفمبر 1946                | 8 أكتوبر 2007         |
|             | وكالة ضمان الاستثمار متعدد الأطراف        | 12 أبريل 1988                | 24 فبراير 1998        |
|             | الأمم المتحدة                             | 24 أكتوبر 1945               | 21 سبتمبر 1965        |
|             | دول الكومنولث                             | 11 ديسمبر 1931               | ?                     |
|             | الاتحاد البريدي العالمي                   | ?                            | ?                     |
|             | البنك الدولي للإنشاء والتعمير             | 27 ديسمبر 1945               | 3 أغسطس 1966          |
|             | المنظمة الهيدروغرافية الدولية             | ?                            | ?                     |
|             | الاتحاد الدولي للاتصالات                  | 24 فبراير 1871               | 22 أكتوبر 1965        |
|             | منظمة حظر الأسلحة الكيميائية              | ?                            | ?                     |
|             | مؤسسة التمويل الدولية                     | 20 يوليو 1956                | 4 سبتمبر 1968         |
|             | المركز الدولي لتسوية المنازعات الاستشارية | 18 يناير 1967                | 13 نوفمبر 1968        |
|             | منظمة التجارة العالمية                    | 1995                         | ?                     |
|             | منظمة الشرطة الجنائية الدولية             | ?                            | ?                     |

## أعلام
هذه قائمة لبعض الشخصيات التي تربطها علاقات بالبلدين:
- جون فو (30 أكتوبر 1982 – )
- ديمس هاسابيس (27 يوليو 1976 – )

## وصلات خارجية
- موقع وزارة الخارجية البريطانية
- موقع وزارة الخارجية السنغافورية